# Гігевич Василь Семенович
Василь Семенович Гігевич (біл. Васі́ль Сямёнавіч Гіге́віч, 3 січня 1947, Житькове, Мінська область) — білоруський письменник-фантаст, автор документальних та пригодницьких творів.

## Біографія
Василь Гігевич народився у селі Житькове Борисовського району. У 1964 році Гігевич вступив на фізичний факультет Харківського університету, а на другому курсі розпочав паралельно навчатися на факультет суспільних професій цього ж університету, здобувши паралельно фах журналіста. Після закінчення університету в 1969 році протягом року працював учителем фізики в Харківській області, після чого повертається до Білорусі, де працював кореспондентом газети «Красное знамя» в Ошмянах. З 1970 до 1977 року Василь Гігевич працював інженером на Борисовському склозаводі. У 1979 році Гігевич закінчив Вищі літературні курси в Москві, після чого працював на кіностудії «Білорусьфільм», де займався написанням сценаріїв документальних фільмів. З 1981 року Василь Гігевич працював у журналі «Маладосць», спочатку старшим літературним співробітником, а потім з 1989 року редактором відділу прози. Також Василь Гігевич працював у журналі «Полымя».

## Літературна творчість
Василь Гігевич розпочав літературну творчість у 1922 році, коли в журналі «Полымя» опубліковано його перше оповідання «Колодязь» (біл. Калодзеж). У 1976 році виходить друком перша авторська збірка реалістичних творів Гігевича «Спілі яблука» (біл. Спелыя яблыкі). Наступні 10 років письменник опублікував 5 збірок реалістичних творів. У 1985 році Гігевич опублікував свій дебютний роман «Доказ від протилежного» (біл. Доказ ад процілеглага), в якому описується життя колективу наукової лабораторії. У 1988 році письменник опублікував свій другий роман «Мелодії забутих пісень» (біл. Мелодыі забытых песень).
З 1988 року в творчості Василя Гігевича переважає фантастична складова. Першою фантастичною повістю Гігевича став «Корабель» (біл. Карабель), опублікований у 1988 році. Ця повість є антиутопією, в якій описується космічний корабель, який міг стати причиною Тунгуської катастрофи, який є своєрідною моделлю тоталітарного ієрархічного суспільства. У 1990 році письменник опублікував свій перший фантастичний роман «Пам'ятай про дім свій, грішник» (біл. Не забывай пра дом свой, грэшнік), у якому описується відкриття іншої раси розумних істот, яка завжди незримо була присутня на Землі. У цьому ж році Гігевич опублікував повість «Марсіанська подорож» (біл. Марсіянскае падарожжа), яка вважається найближчою в творчості письменника до класичної фантастики, в ній описується життя колонії землян на Марсі, яка керується штучним розумом. У 1992 році вийшов друком роман письменника «Кентаври» (біл. Кентаўры), який є соціальною сатирою на експерименти зі спроб створення нових форм життя. Подібна тематика й у повісті «Щубаки» (біл. Пабакі), у якій описується виведення гібриду щура і собаки. У 2006 році Гігевич опублікував повість «Щаслива планета: Пригоди Базиля Білоруса» (біл. Шчаслівая планета. Прыгоды Базыля Беларуса), де в пародійному стилі описується подорож землянина на планету Дзета, та про порядки на цій планеті, що нагадують землянину всі недоліки суспільства на рідній планеті. У 2011 році Василь Гігевич опублікував повість «Втрачене щастя» (біл. Страчанае шчасце), в якій описується життя первісних людей на сучасній території Білорусі. У 2018 році вийшла друком повість автора під назвою «Острів» (біл. Востраў), у якій письменник викладає своє бачення таємниць острова Пасхи. Окрім цього, ще в 1991 році Василь Гігевич у співавторстві з Олегом Черновим опублікував документальний твір про Чорнобильську катастрофу «Стали води гіркими» (біл. Сталі воды горкія).

### Збірки
- 1975 — Спелыя яблыкі
- 1978 — Калі ласка, скажы
- 1980 — Жыціва
- 1984 — Астравы на далёкіх азёрах
- 1988 — Мелодыі забытых песень
- 1989 — Карабель
- 1990 — Марсіянскае падарожжа
- 1993 — Кентаўры
- 1997 — Марсіянскае падарожжа
- 2012 — Крах цывілізацыі
- 2019 — Востраў

### Романи
- 1985 — Доказ ад процілеглага
- 1988 — Мелодыі забытых песень
- 1990 — Не забывай пра дом свой, грэшнік
- 1993 — Кентаўры

### Повісті
- 1978 — Чужую бяду…
- 1979 — Дом, да якога вяртаемся
- 1979 — Дела заводские и семейные
- 1980 — Жыціва
- 1980 — Райка
- 1980 — Калі пойдзе снег
- 1984 — Астравы на далёкіх азёрах
- 1984 — Забытая дарога
- 1984 — Варыянт
- 1984 — Возвращение памяти
- 1984 — На переломе лета
- 1988 — Стена
- 1988 — Карабель
- 1988 — Сола для віяланчэлі
- 1988 — Громаў В. Д.
- 1990 — Марсіянскае падарожжа
- 1990 — Пярэварацень
- 1992 — Палтэргейст
- 1993 — Пабакі
- 2006 — Шчаслівая планета. Прыгоды Базыля Беларуса
- 2011 — Страчанае шчасце
- 2018 — Востраў

### Документальні твори
- 1991 — Сталі воды горкія
- 2009 — Безопасность АЭС в Беларуси
- 2009 — Обусловленность строительства АЭС в Беларуси